# Theridion pandani
Theridion pandani är en spindelart som beskrevs av Simon 1895. Theridion pandani ingår i släktet Theridion och familjen klotspindlar.
Artens utbredningsområde är Kambodja. Inga underarter finns listade i Catalogue of Life.